# Heterocerus gnatho
Heterocerus gnatho là một loài bọ cánh cứng trong họ Heteroceridae. Loài này được LeConte miêu tả khoa học đầu tiên năm 1863.